# Aeronautics
Aeronautics is het tweede album van Masterplan, uitgebracht in 2005 door AFM Records.

## Track listing
1. Crimson Rider - 3:59
2. Back For My Life - 4:12
3. Wounds - 4:04
4. I'm Not Afraid - 5:30
5. Headbanger's Ballroom - 4:55
6. After This War - 3:51
7. Into The Arena - 4:11
8. Dark From The Dying - 4:09
9. Falling Sparrow - 5:36
10. Black In The Burn - 9:47